# 深野池

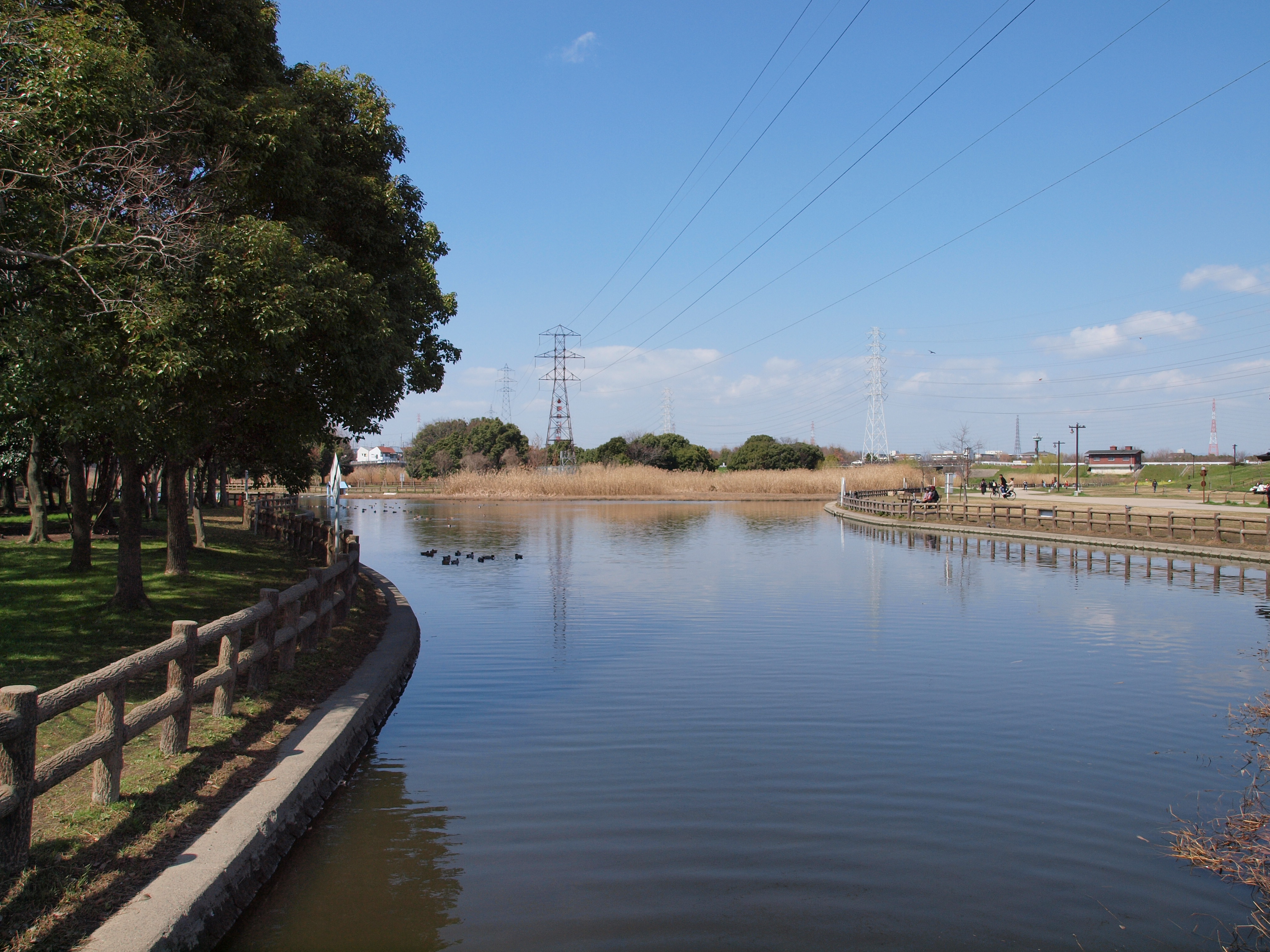
深北緑地内にある深野池

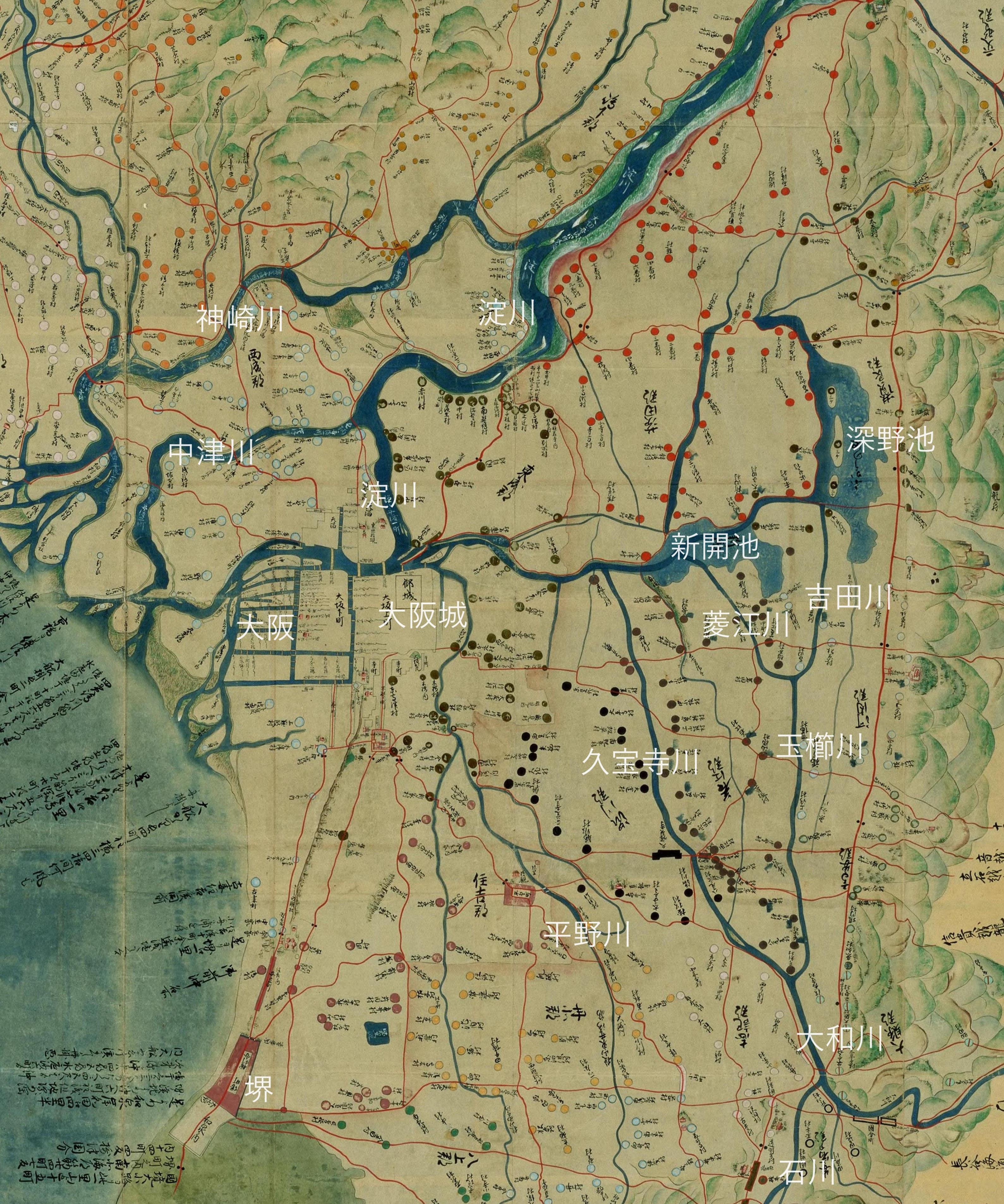
17世紀の摂津河内国絵図

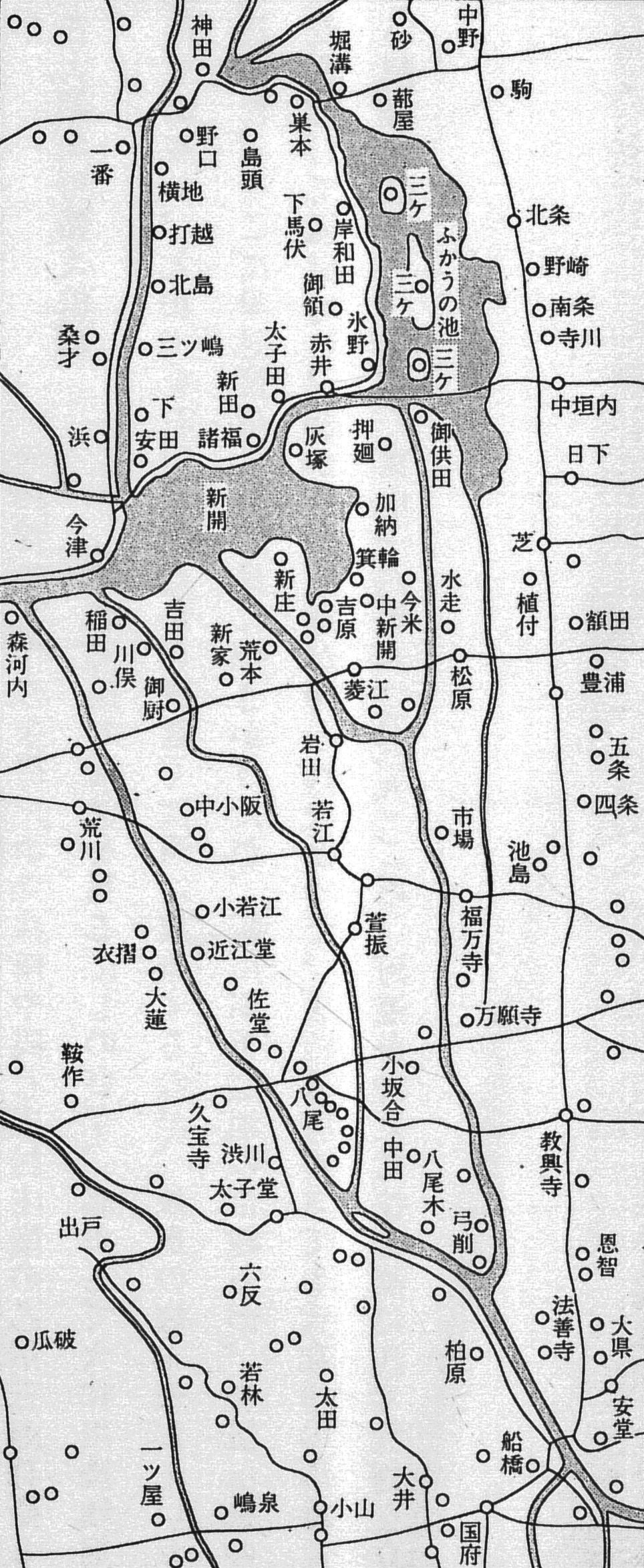
川違え以前の深野池（ふかうの池）

深野池（ふこのいけ、ふこうのいけ）は、中世から江戸時代まで河内国の広範囲（現在の寝屋川市南部・門真市東部・大東市中央部・東大阪市北部・四條畷市西部）にかけて存在した大きな池のことを言う。
現在では深北緑地公園内にある人工池にその名を残す。

## 歴史

### 江戸時代初期まで
縄文時代には、大阪湾は現在の大阪平野の奥深くにまで入り込んでいた。だが、淀川水系、大和川水系によって土砂が流れ込んできて次第に縮小してしまい、淡水湖化して河内湖に、さらに縮小して中世には北東側に深野池・南西側に新開池（しんかいいけ）という二つの大きな池となっていた。
南側からは大和川分流である吉田川と恩智川、北側からは寝屋川、さらに生駒山系から流れる川が池に注ぎ込んでいた。池水は西の新開池を経由して大和川、さらに淀川に流れ込んでいた。
中世には深野池の中にあった島に三箇城があり、戦国時代には三好氏の本城である飯盛山城の支城であった。
- 堀溝（寝屋川市）
- 岸和田（門真市）
- 氷野（大東市）
- 御供田（大東市）
- 布市（東大阪市）
- 中垣内（大東市）
- 寺川（大東市）
- 野崎（大東市）
- 北条（大東市）
- 南野（四條畷市）

を囲む範囲内がかつての深野池のあった場所。三箇（大東市）に島があった。

### 江戸時代初期の様子
元禄2年（1689年）の貝原益軒による紀行文『南游紀行』に当時の深野池の様子が詳しく書かれている。要約文を記す。
「ふかうの池は深野池と書く。池の広さは南北2里（1里は4km弱）、東西1里、湖に似ている。その中に島があり三ケという村がある。三ケの村には漁家が7-80戸あり田畑もある。この島は南北20町（1町は100m強）、東西5-6町ある。この池には鯉、鮒、鯰、はす、わたか、えび、鰻、つがに等が多い。漁船が多く毎日漁に出て魚を大坂に売る。また、蓮、芡実、葦が多く、皆採り用いて助けとする。ことに菱が多く、これを採って飯や団子や粥にして食べたり、菓子にしたり売ったりする。深野池の周りには約42村があるという。この池の水は大和川に流れる。川下より毎日商船が訪れ、大坂までは2里ある。」

### 干拓
宝永元年（1704年）に大和川の付け替え工事が行われ、大和川水系の流れが深野池まで来なくなって水位は減少。水が少なくなってきたところで真宗大谷派の僧光性や難波別院の僧・門徒が中心となり新田開発が行われた。
新田は北側から
- 河内屋北新田（→河北西町・河北中町）
- 深野北新田（→深野北）
- 三箇村新田（→三箇）
- 尼ヶ崎新田
- 深野南新田（→深野南）
- 横山新田
- 御供田新田（→御供田）
- 河内屋南新田（→南新田）

であり、いくつかは現在も地名として残っている。（括弧内が現在の地名）
深野池に流入していた寝屋川は池の跡の西側を北から南へ流れ、東から流れるいくつかの川と合流し、南西部で恩智川と合流するようになり、深野池は完全に干拓され、水田化された。

### 現代
このような経緯のため、大東市中部は土地が低く寝屋川水系のいくつもの河川が合流するため、大雨が降るたびに生駒山系から大量の水が流れ、川が決壊して浸水の被害に遭ってきた。そのうち1972年（昭和47年）の水害は大東市の広範囲にわたり、治水に瑕疵があったとして裁判となった。
こうした水害を無くすための抜本的な対策として、まだ住宅地として開発されずに水田地帯であった場所に、遊水地として深北緑地を作ることが1978年（昭和53年）に都市計画決定され、1981年（昭和56年）概成した。緑地内に寝屋川からの越流水を減勢するための人工池が設けられ「深野池」と名付けられた。したがって、過去の深野池が縮小してそのまま現在の深野池になったものではない。